# Volvo XC70 (2025)
Volvo XC70 — гибридный пятидверный SUV производства Volvo Cars, разработанный на базе Lynk & Co 08. Базируется на платформе Scalable Modular Architecture (SMA).

## Описание
Дизайн Volvo XC70 схож с дизайном Volvo ES90 и Volvo EX90. Фары автомобиля матричные, типа «Thor's Hammer». В заднее стекло встроены светодиодные задние фонари, а по бокам заднего стекла — дополнительный комплект светодиодных задних фонарей.

## Технические характеристики
Volvo XC70 оснащён подключаемой гибридной системой, состоящей из 1,5-литрового турбодвигателя и электродвигателей P1+P3 в сочетании с 3-ступенчатой гибридной трансмиссией (DHT). Запас хода на электротяге составляет до 203 км.